# Dysdera vesiculifera
Dysdera vesiculifera är en spindelart som beskrevs av Simon 1882. Dysdera vesiculifera ingår i släktet Dysdera och familjen ringögonspindlar.
Artens utbredningsområde är Algeriet. Inga underarter finns listade i Catalogue of Life.